# Forest City (Carolina del Nord)
Forest City, in precedenza noto come "Burnt Chimney", è un centro abitato (town) degli Stati Uniti d'America della contea di Rutherford nello Stato della Carolina del Nord. La popolazione era di 7,549 persone al censimento del 2000, il che  la rende la città più grande della contea di Rutherford.

## Geografia fisica
Forest City è situata a 35°19′52″N 81°52′12″W (35.331128, -81.870107).
Secondo lo United States Census Bureau, ha un'area totale di 8,2 miglia quadrate (21 km²).

## Società

### Evoluzione demografica
Secondo il censimento del 2000, c'erano 7,549 persone.

### Etnie e minoranze straniere
Secondo il censimento del 2000, la composizione etnica della città era formata dal 67,37% di bianchi, il 28,83% di afroamericani, lo 0,20% di nativi americani, lo 0,77% di asiatici, lo 0,13% di oceanici, l'1,38% di altre razze, e l'1,32% di due o più etnie. Ispanici o latinos di qualunque razza erano il 3,72% della popolazione.